# Plasma di quark e gluoni
Il plasma di quark e gluoni (QGP, da quark-gluon plasma) è uno stato della cromodinamica quantistica (QCD) che esiste solamente a temperature e/o densità estremamente elevate. Si ritiene che l'intero Universo si sia trovato nello stato di QGP per i primi 20-30 microsecondi della sua esistenza, ovvero subito dopo il Big Bang.
Il plasma di quark e gluoni può essere ricreato in laboratorio facendo collidere nuclei di atomi pesanti ad energie ultrarelativistiche. I risultati di esperimenti di questo tipo, condotti al Super Proto Sincrotrone del CERN di Ginevra negli anni '80 e '90, hanno permesso al CERN di annunciare, nel 2000, la scoperta di un "nuovo stato della materia".
Attualmente quattro esperimenti presso il Relativistic Heavy Ion Collider del Brookhaven National Laboratory stanno continuando questo sforzo. Con l'entrata in funzione del Large Hadron Collider al CERN altri esperimenti si sono aggiunti alla ricerca; uno di essi (ALICE) è stato progettato in particolare per lo studio del QGP, anche se stanno partecipando gli esperimenti CMS e ATLAS.

## Descrizione
Il QGP contiene quark e gluoni, così come la comune materia costituita da adroni. La differenza tra questi due stati della QCD è che nella materia normale ogni quark si accoppia col proprio antiquark per formare un mesone oppure si unisce a due altri quark per formare un barione (come ad esempio il protone ed il neutrone). Nel QGP, invece, questi mesoni e barioni perdono la loro identità e formano una massa di quark e gluoni molto più grande. Nella materia normale i quark sono confinati, nel QGP invece essi sono liberi di muoversi all'interno del plasma.
Un plasma è un tipo di materia in cui le cariche sono schermate, a causa della presenza di altre cariche in movimento; in altre parole la legge di Coulomb viene modificata, e la carica effettiva risulta essere dipendente dalla distanza. Nel QGP la carica di colore dei quark e dei gluoni è schermata in maniera analoga. Il QGP possiede altre analogie con il plasma normale. Vi sono però alcune diversità dovute al fatto che la carica di colore è non-abeliana mentre la carica elettrica è abeliana.
Una conseguenza di questa differenza è che la carica di colore è troppo grande per il calcolo perturbativo che sta alla base della elettrodinamica quantistica. Il risultato è che lo strumento teorico principale per esplorare la QGP è la teoria di gauge su reticolo e la corrispondenza AdS/CFT (spazio anti de Sitter / teoria di campo conforme). La temperatura di transizione (circa 170 MeV) è stata predetta per la prima volta dalla teoria di gauge su reticolo. Da quel momento in poi tale teoria è stata usata per predire molte altre proprietà di questo stato della materia.

## Produzione in laboratorio
Il QGP può essere prodotto portando la materia ad una temperatura critica di 170 MeV. Ciò può essere fatto in laboratorio facendo collidere due nuclei atomici ad alta energia. I nuclei dell'oro e del piombo sono stati usati presso il CERN e presso il BNL (Brookhaven National Laboratory). Il volume caldo risultante è chiamato fireball (palla di fuoco). Una volta creata, la fireball si espande per opera della sua stessa pressione, ed espandendosi si raffredda: quando si arriva ad una temperatura inferiore alla temperatura critica, i quark si ricombinano in barioni e mesoni. Studiando accuratamente le particelle emesse a seguito di questi processi, gli sperimentatori sperano di misurare le proprietà del QGP. In particolare si pensa di avere segnali significativi sulla formazione di questo stato di materia studiando i fotoni e i dileptoni irradiati dal QGP termalizzato.

## Cromodinamica
La cromodinamica quantistica (QCD) è parte della moderna teoria della fisica delle particelle chiamata Modello Standard. Altre parti della teoria riguardano l'interazione elettrodebole e i neutrini. La teoria elettrodinamica è stata verificata sperimentalmente e risulta corretta, con un margine di errore di pochi punti su mille miliardi. La teoria dell'interazione debole è stata verificata sperimentalmente e risulta corretta con un margine di errore di pochi punti su mille. Gli aspetti perturbativi della QCD sono stati  verificati sperimentalmente e risultano corretti con un margine d'errore di pochi punti percentuali. Invece, i test sugli aspetti non perturbativi della QCD sono appena agli inizi. Lo studio del QGP è parte di questo sforzo per consolidare la grande teoria della fisica delle particelle.
Lo studio del QGP è anche un territorio di sperimentazione per la teoria del campo a temperatura finita, una branca della fisica teorica che cerca di comprendere la fisica delle particelle in condizioni di temperature elevate. Questi studi sono importanti per capire l'evoluzione del nostro universo nei primi istanti della sua esistenza, all'incirca i primi 100 microsecondi. Sebbene ciò sembri alquanto esoterico, tale studio è cruciale per gli scopi fisici di una nuova generazione di osservazioni dell'universo, ad esempio il WMAP (Wilkinson Microwave Anisotropy Probe), un satellite della NASA che ha il compito di scandagliare il cielo per misurare la temperatura del calore radiante lasciato dal Big Bang) e dai suoi successori.

## Proprietà attese

### Termodinamica
Il passaggio della temperature dalla normalità a quella dello stato del QGP è di circa 155 MeV, corrispondente ad una densità di energia di 1-3 GeV/fm³. Per la materia relativistica, la pressione e la temperatura non sono variabili indipendenti cosicché l'equazione di stato è una relazione tra la densità dell'energia e la pressione. Questo fatto è stato scoperto utilizzando il calcolo su reticolo  (lattice computation) e compare sia nella teoria perturbativa sia nella teoria delle stringhe. Questo è tuttora materia di ricerca attiva. Le funzioni di risposta tipo il calore specifico e le varie possibili variazioni del numero di quark sono allo stato attuale oggetto di studio.

### Flow
L'equazione di stato è un importante dato delle equazioni di flow. La velocità del suono è attualmente in fase di studio sotto il profilo del calcolo su reticolo. Il cammino libero medio (questo termine indica la distanza media coperta da una particella tra due collisioni consecutive con altre particelle: per esempio, tra molecole in un gas)  di quark e gluoni è stato calcolato usando la teoria perturbativa così come anche la teoria delle stringhe. Il calcolo su reticolo in questo campo è stato più lento, sebbene un primo calcolo dei coefficienti di trasporto sia stato recentemente portato a termine. Ciò starebbe ad indicare che il tempo medio libero dei quark e dei gluoni nella QGP può essere paragonato al tempo richiesto per coprire una lunghezza uguale alla distanza interparticellare media: ciò significa  che, dal punto di vista delle proprietà del flow, il QGP è un liquido. Questo è un campo di ricerca molto attivo e i risultati possono evolvere molto rapidamente. L'inserimento dei fenomeni di dissipazione all'interno dell'idrodinamica è un altro sviluppo recente, anch'esso oggetto di intensi studi.

### Spettro di eccitazione
Il QGP contiene veramente quark e gluoni liberi? Gli studi di termodinamica e le proprietà del flow sembrerebbero indicare che questa sia una semplificazione del concetto. Molte proposte sono attualmente in evoluzione e in un futuro vicino verranno sottoposte a sperimentazioni. È stato recentemente teorizzato che alcuni mesoni costruiti da quark pesanti (tipo il quark charm)  non si dissolvano fintanto che non viene raggiunta una temperatura di 350 MeV. Questo ha consentito di ritenere che molti altri tipi di stati legati possano esistere nel plasma. Alcune proprietà statiche del plasma (simili alla Debye screening length) vincolano lo spettro di eccitazione.

## Gli esperimenti in corso
Gli aspetti del QGP che sono più facili da calcolare non sono altrettanto semplici da misurare sperimentalmente: sebbene le proprietà della palla di fuoco (fireball) prodotta presso il RHIC (Relativistic Heavy Ion Collider nei pressi di New York) vengano spiegate ipotizzando l'esistenza del QGP, questa è la principale barriera che impedisce di annunciare la reale osservazione del plasma.
Le più importanti osservabili studiate dagli esperimenti in corso sono:
- Spettri di particelle singole (i fotoni e i dileptoni irradiati dal QGP termalizzato);
- Produzione della stranezza;
- Tassi di produzione di fotoni e muoni (e soppressione della J/ψ);
- Flow ellittico;
- Jet Quenching (effetto osservato per la prima volta in maniera diretta al CERN nel mese di novembre 2010);
- Fluttuazioni di cariche conservate;
- Effetto Hanbury-Brown e Twiss e correlazioni.

Per ulteriori dettagli si rimanda al sito del RHIC BNL | Relativistic Heavy Ion Collider (RHIC) e dell'esperimento ALICE presso il CERN.